# Národní park Dzūkijos
Dzūkijský národní park (litevsky Dzūkijos nacionalinis parkas) je jeden z pěti národních parků v Litvě. Rozkládá se v jižní části Litvy, nedaleko hranic s Běloruskem, asi 20 km severovýchodně od města Druskininkai. Byl založen v roce 1991 s cílem chránit borové lesy, přírodní krajinu a vesnice v regionu. Má rozlohu 585,19 km², což z něj činí největší národní park v Litvě.
Národní park se rozkládá podél břehů řeky Němen. Většina území parku (asi 95 %) se nachází v okrese Varėna, kromě toho asi 4 % v okrese Alytus a asi 1 % v okrese Lazdijai. Správní centrum parku se nachází v Marcinkonysech a dalším významným městem na území parku je Merkinė.
Park Dzūkija je největší chráněnou přírodní oblastí v Litvě. Říční systém je rozmanitý, od malých říček až po největší litevskou vodní cestu, řeku Němen. Dalšími významnými řekami protékajícími parkem jsou Ūla a Merkys. Podnebí v parku je více kontinentální než ve zbytku země. Nejcharakterističtějšími příklady krajiny jsou masivy dun v Marcinkonysech, Lynežerisu, Grybaulii a Šunupisu.
Více než 90 % rozlohy parku tvoří lesy s převahou borovic, v nichž žije 54 druhů savců, více než 150 druhů ptáků, 38 druhů ryb a několik druhů plazů a obojživelníků. Poměrně malou část parku (232 ha) zaujímá 48 jezer. V parku se nachází 28 přírodních rezervací a 3 přísné rezervace.
Park zaměstnává přibližně 200 lidí a je rozdělen do 10 lesních revírů.
Park je členem Asociace pobaltských národních parků a Federace evropských národních parků.